# Stafford Rangers FC
El Stafford Rangers FC es un equipo de Fútbol de Inglaterra que juega en la Northern Premier League.

## Historia

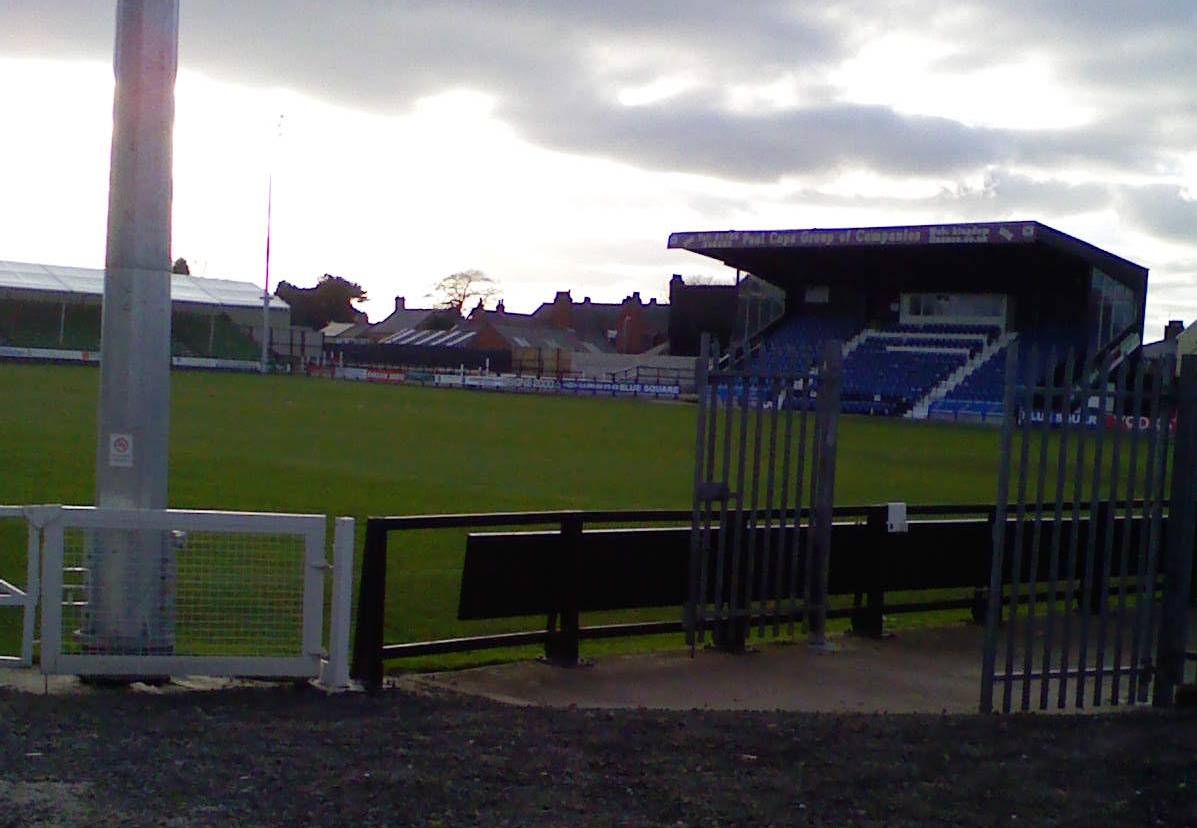
El estadio Marston Road.

Fue fundado en el año 1876 en la ciudad de Stafford aunque no hay prueba documental de ello ya que las actas y libros relacionados fueron destruidos durante la Primera Guerra Mundial. El año de formación de los Rangers se reconoce como 1876 debido a los artículos del periódico local Advertiser, pero una teoría alternativa sobre la fecha de formación de los Rangers, impresa en el periódico Sentinel durante 1891, sugiere que el club fue fundado por una clase de Biblia en 1877.
Los primeros partidos de los Rangers fueron juegos de copa y amistosos y el club llegó a la Primera Ronda de la Copa FA en las temporadas de 1884–85 y 1885–86. Luego el club tuvo sus chispazos en la Liga de Shropshire, la Liga de Birmingham y la Liga de Staffordshire del norte hasta el cambio de siglo, y se mudó a su actual sede en Marston Road en 1896. En la temporada de 1900–01 el Stafford se reincorporó a la Liga de Birmingham y en 1904–05 clasifica nuevamente a la Copa FA en la última ronda de clasificación y se retiró en una repetición ante el equipo de segunda división Blackpool FC. Descendieron a a la Birmingham Combination en 1912, pero ganaron el campeonato en el primer intento (1912-13) y luego terminaron subcampeones en dos de las siguientes cuatro temporadas a ambos lados de la Primera Guerra Mundial. Los Rangers ganaron el título de la Liga de Birmingham en 1926–27, terminaron dos veces subcampeones (1928–29 y 1929–30) y fueron dos veces terceros en cinco temporadas memorables. Durante este período anotaron un total de 542 goles en la liga con el delantero Eddie Cameron anotando goles regularmente. Debido a problemas financieros el equipo pasó de mediados a fines de la década de los años 1930 luchando para evitar la reelección y en un juego se quedaron tan cortos de jugadores que el secretario del club, RP Brown, tuvo que jugar y de hecho anotó un gol. Durante abril de 1935, una apelación exitosa por 100 £ para pagar a los acreedores permitió que el club sobreviviera. Cuando estalló la guerra en 1939 los Rangers jugaron en la Liga de Birmingham en la temporada de 1939/40 y desaparecieron.

### De la posguerra
Después de la Segunda Guerra Mundial el club se refundó y jugó en el Birmingham Combination durante seis temporadas, logrando como mejor ubicaicón la sexta posición en 1950-1951. Con miras al progreso los Rangers se unieron a la Liga de fútbol del condado de Cheshire en 1952 y terminaron terceros en la temporada 1954–55. Sin embargo, la etapa de los Rangers en la Cheshire Football League fue generalmente de lucha, y a principios de los años 1960, las dificultades financieras volvieron a amenazar la existencia del club. Sin embargo, hubo algunos resultados positivos, incluidos los siete goles marcados por Les Box en la victoria de la Copa FA por 11-0 sobre el Dudley Town FC en septiembre de 1957.
En 1965 nombran a Colin Hutchinson como gerente e inició una mejora. Los Rangers ganaron la Copa de la Liga de Cheshire de 1967–68 y la temporada siguiente terminaron como subcampeones de la Liga de Cheshire para ganar un lugar en la Northern Premier League.
Los años 1970 fueron la época más exitosa en la historia del club. Con Roy Chapman como entrenador el club registró un triplete del Northern Premier League Championship, FA Trophy y Staffordshire Senior Cup en la temporada 1971–72, con Ray Williams anotando un récord del club de 48 goles en una sola temporada. Sin embargo, no se postularon para la elección de la Football League y desde entonces nunca han terminado lo suficientemente alto como para ingresar a la Football League.
Tres temporadas más tarde, los Rangers avanzaron a la Cuarta Ronda de la Copa FA derrotando a Stockport County FC, Halifax Town AFC y Rotherham United FC hasta que fueron eliminados por el Peterborough United FC frente a una multitud de 31 160 en el Victoria Ground de Stoke City. El empate de la Tercera Ronda en casa con Rotherham atrajo un récord de 8536 personas a Marston Road. Después de que Chapman partiera para administrar al Stockport County FC, los Rangers volvieron a estar en el estadio de Wembley en 1975–76 para su segunda final del FA Trophy, pero perdieron ante el Scarborough FC por 2-3 después de la prórroga. Roy Chapman regresó como entrenador y el éxito continuó con una segunda victoria en la final del FA Trophy en 1979, esta vez contra Kettering Town FC.
Los Rangers se convirtieron en miembros fundadores de la Alliance Premier League, pero esto coincidió con que el club terminó bajo en la liga, ya que a varios entrenadores les resultó difícil seguir el éxito de los años setenta. Después de cuatro temporadas, los Rangers descendieron a la Northern Premier League. Esta forma continuó, pero con el nombramiento de Ron Reid como entrenador durante la temporada 1983-84, el club pronto comenzó a reconstruir su reputación y ganó el título de liga de 1984-85. De vuelta en la Alliance, el Trofeo Bob Lord, el Jim Thompson Shield y la Copa Senior de Staffordshire se ganaron en dos temporadas. Durante finales de los ochenta y principios de los noventa los Rangers lucharon en la Conferencia, con seis entrenadores en siete temporadas luego de la partida de Reid en mayo de 1988. La venta del delantero Stan Collymore a Crystal Palace FC en diciembre de 1990 por una tarifa sustancial de seis cifras se destaca en este período. Bajo la dirección de Dennis Booth los Rangers disfrutaron de una tremenda campaña de 1992-1993. En la liga terminaron sextos y llegaron a la Segunda Ronda de la Copa FA, derrotando a Lincoln City FC en una repetición de la Primera Ronda en Marston Road.
Después de que Booth se fue a Bristol Rovers FC, a los Rangers les resultó difícil lograr el éxito y fueron relegados de la Conferencia a la División Premier de la Liga Sur al final de la temporada 1994–95. La caída continuó al comienzo de la campaña 1995-1996 y cuando Kevan Bowen asumió el cargo en octubre de 1995, los Rangers no habían ganado un punto. Bowen tuvo un impacto inmediato y logró buenos resultados en la segunda mitad de la temporada, pero el daño ya estaba hecho en el inicio y el club descendió por segunda temporada consecutiva. Con la ambición de llevar a los Stafford Rangers a sus alturas anteriores en el fútbol fuera de la liga, la Junta nombró a Kevin Bond como entrenador a fines de 1997. A pesar de algunas buenas actuaciones, los Rangers terminaron la temporada en una posición intermedia y Bond se fue al Portsmouth FC.
Ian Painter reemplazó a Bond en la temporada de 1998 y en su primer mandato los Rangers terminaron quinto en la División Midland de la Liga Sur con la distinción de ser los máximos goleadores de la liga con 92 goles. En 1999-2000 tras un comienzo lento pero con un equipo fortalecido logró una racha invicta récord del club de 23 partidos de liga. Los Rangers volvieron a ser los máximos goleadores de la liga con 107 goles y ganaron debidamente el campeonato de la División Oeste de la Liga Sur.

### Siglo 21
Después de dos temporadas en la Premier Division, terminando séptimo y noveno respectivamente, Painter dejó el club en abril de 2002. Durante la última temporada de Painter, los Rangers registraron una victoria récord del club por 15-0 sobre el Kidsgrove Athletic FC en una eliminatoria de la Staffordshire Senior Cup el 20 de noviembre de 2001..
Phil Robinson, cuya carrera como jugador lo llevó a varios de los mejores clubes de la Football League en East y West Midlands, se unió al club de su ciudad natal como jugador-entrenador en la temporada cerrada de 2002 e inmediatamente se dispuso a crear una estructura para desarrollar jóvenes talentos locales con la introducción de reservas y equipos juveniles. Retuvo solo a algunos del equipo de Painter, lo que llevó a un mayor apoyo en las gradas debido a la mejora de los resultados. Terminaron segundos en la División Premier de la Liga Sur, llegaron a la Primera Ronda de la Copa FA por primera vez en una década y trajeron la Copa Senior de Staffordshire de regreso a Marston Road con una victoria por 5-1 sobre Stoke City FC en Port Vale. La segunda temporada de Robinson a cargo trajo más éxito con los Rangers, esta vez terminando tercero en la liga detrás de Crawley Town FC y el Weymouth FC para ganar un lugar entre los miembros fundadores de la Nationwide Conference North. Los Rangers llegaron a la final de la Copa Senior de Staffordshire, pero perdieron 0-1 ante Kidsgrove Athletic FC. Al final de la temporada 2004-05 el equipo recuperó la Copa Senior, derrotando a Leek Town FC en la final en Vale Park. Además de llegar a la primera ronda de la Copa FA, donde perdieron ante Chester City FC, los Rangers terminaron la temporada inaugural de la Conferencia Norte en octava posición con la defensa más ajustada de la división, concediendo solo 44 goles.
Stafford Rangers logró el ascenso de regreso al quinto nivel del fútbol inglés después de una victoria en los play-offs por penales sobre Droylsden FC en mayo de 2006 en el nuevo Pirelli Stadium de los rivales Burton Albion FC. Esto se produjo al final de una exitosa campaña de liga 2005-06 que resultó en un segundo puesto.
En la temporada 2006-07, el club alcanzó la segunda ronda de la Copa FA, donde perdió ante el Brighton & Hove Albion FC. Sky Sports transmitió en vivo un partido contra Dagenham & Redbridge FC. El portero Danny Alcock fue seleccionado para la selección C de Inglaterra en enero de 2007 y un mes después el camerunés Guy Madjo fue seleccionado por su nación. El club logró evitar el descenso en el último día de la temporada y terminó 20.º en la Conferencia.
El 2007 vio al Stafford luchar para competir en una liga cada vez más difícil con muchos equipos ex-liga y profesionales. Phil Robinson dejó el club después de cinco años y medio a cargo y muchos fanáticos de Stafford no estaban contentos de verlo partir. Los jugadores Neil Grayson y Kevin Street fueron puestos temporalmente a cargo del club de la ciudad del condado como gerentes interinos conjuntos.
El 21 de febrero de 2008 Steve Bull fue nombrado entrenador en jefe. Bull no pudo salvar al club y el 7 de abril de 2008, los Rangers descendieron a la Conferencia Norte luego de una derrota por 4-0 en casa ante el York City FC. Dejó el club el 12 de diciembre, siendo reemplazado por Chris Brindley, quien era asistente del gerente de Bull. Al final de la temporada 2009 el futuro de los Stafford Rangers era incierto ya que necesitaban pagar a Slick Seating 50 000 libras esterlinas antes del 7 de julio. Al club se le ocurrió la idea de vender 250 entradas a 200, £ que se devolverían en sorteos semanales, esto funcionó y el club se salvó de entrar en administración.
El 14 de abril de 2010 se filtró la noticia de que el presidente Jon Downing había dimitido de su cargo tras 17 años en la directiva del club. En septiembre de 2010 Brindley renunció como entrenador del Stafford Rangers. Al mes siguiente, el club nombró a Tim Flowers como entrenador, pero renunció el 11 de enero de 2011 después de solo nueve juegos a cargo y su asistente Matt Elliott asumió el cargo. A pesar de algunas actuaciones mejoradas, Elliott no pudo evitar el descenso a la Northern Premier League para la temporada 2011-12. Su destino no se confirmó hasta el último partido de la temporada, una derrota por 2-3 en Stalybridge Celtic FC. Elliott inicialmente aceptó la oferta de convertirse en entrenador para la próxima temporada, pero luego cambió de opinión y renunció. El 31 de mayo de 2011 Greg Clowes fue nombrado entrenador, pero el 8 de septiembre de 2013, tras la derrota en todos sus primeros siete partidos de liga, Clowes, Garner y el entrenador Mick Hathaway fueron relevados de sus funciones directivas. El club nombró a Andy Mutch como entrenador interino hasta que Graham Heathcote fue anunciado como entrenador el 3 de enero de 2014. Luego de un nuevo descenso, esta vez a la NPL Division One South, Heathcote sintió que no podía continuar como entrenador con un presupuesto de juego limitado, y en El 28 de mayo de 2014, el exjefe olímpico de Rushall, Neil Kitching, fue nombrado nuevo entrenador del Stafford Rangers.
Al final de la temporada 2017-18 Neil Kitching y su equipo de entrenadores se separaron del club de mutuo acuerdo después de cuatro años exitosos al frente. Se anunció al comienzo de la temporada 2018-19 que el exjugador de los Stafford Rangers Steve Burr asumiría el cargo y fue nombrado nuevo entrenador del club. El 28 de diciembre de 2018 Burr renunció a su cargo luego de malos resultados.
El 1 de enero de 2019 Alex Meechan y Andy Fearn ascendieron de asistentes de entrenador y entrenador del primer equipo para hacerse cargo del primer equipo como entrenadores conjuntos hasta el final de la temporada. Luego de alejar al club de la zona de descenso, evitando así el descenso, la Junta Directiva le dio el puesto a la dupla directiva de manera permanente.
La temporada 2020-21 vio otro cambio de dirección con Jody Banim a cargo. Matt Hill asumió el cargo de Asistente y Andy Fearn, quien había sido gerente conjunto, se unió a la Junta Directiva como Director de Fútbol.

## Logros
- Northern Premier League Division One South (1): 2015-16
- Birmingham Combination (1): 1912–13
- Birmingham League (1): 1926–27
- Northern Premier League (2): 1971–72, 1984–85
- Southern Football League Western Division (1): 1999–2000
- FA Trophy (2): 1971–72, 1978–79
- Staffordshire Senior Cup (13): 1954–55, 1956–57, 1962–63, 1971–72, 1977–78, 1986–87, 1991–92, 2002–03, 2004–05, 2014–15, 2017–18, 2018–19, 2021–22
- Conference League Cup (1): 1985–86
- Northern Premier League Shield (1): 1985–86
- Walsall Senior Cup (1): 2013-14

## Estadísticas
| Mayor victoria                   | 15–0 v Kidsgrove Athletic, 20 de noviembre de 2001         |
| Peor derrota                     | 0–12 v Burton Town, 13 de diciembre de 1930                |
| Más goles en un partido          | 7 – Les Box v Dudley Town, FA Cup, 6 de septiembre de 1958 |
| Mejor participación en la FA Cup | 4.ª ronda en 1974–75                                       |
| Mayor victoria en la FA Cup      | 11–0 v Dudley Town, 6 de septiembre de 1958                |